# マブタシマアジ
マブタシマアジ（学名:Alepes vari）は、アジ科に属する熱帯の海でよくみられる魚類の一種である。本種はインド太平洋沿岸部の表層海域に生息し、様々な種類の甲殻類や小魚を捕食する。本種はマブタシマアジ属の中でも最大の種であり、記録されている最大体長は56cmである。マブタシマアジは、同属他種からはアジ亜科に独特の鱗である稜鱗が数多く小さいことや、第一鰓弓の鰓篩の数によって区別される。生息域のほとんどにおいて、漁獲対象として重要ではない。

## 分類と命名
マブタシマアジはアジ科、マブタシマアジ属(Alepes)の現存5種のうちの1種である。
本種はフランスの博物学者ジョルジュ・キュヴィエによって、現在は失われている標本に基づいて1833年にはじめて記載された。彼は本種をギンガメアジ属(Caranx)の種と近縁であると思いCaranx variと命名した。その後1987年に日本の具志堅宗弘によって本種はマブタシマアジ属(Alepes)に移され、後年インドのポンディシェリから得られた標本が新たなタイプ標本（レクトタイプ）として指定された。本種はキュヴィエによる初記載ののち二度再記載、再命名されている。一度目はピーター・ブリーカーによりSelar macrurusとして、そして二度目はヘンリー・W・ファウラーによりAlepes glabraとして記載されたが、そのどちらも国際動物命名規約によって後行シノニムとして無効とされた。
和名の由来は、眼に脂瞼とよばれるやや不透明な瞼状の部分があることである。

## 形態

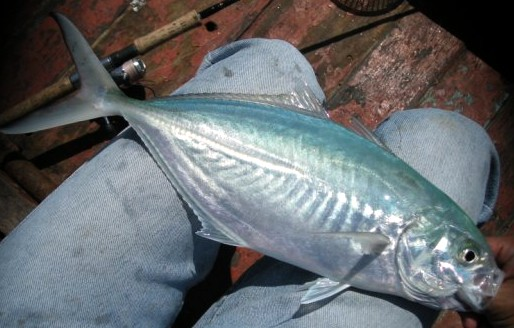
マブタシマアジの体は楕円型で、通常背部は青緑色、腹部は銀色である

マブタシマアジは同属他種と非常に似た扁平な卵形の体型をもつ。背鰭は二つに分離しており、第一背鰭は8本の棘をもち、第二背鰭は1本の棘に続いて24から27本の軟条を持つ。臀鰭（尻ビレ）は前部に離れて存在する2本の小さな棘と、1本の棘に繋がった20から23本の軟条を含む。側線は第二背鰭の始点からその第三軟条の位置より後方では直線上で、前方では大きなカーブを描く。側線のカーブを描く領域は、42から50の鱗と0から2の稜鱗をもち、直線上の領域は0から7の鱗と48から69の稜鱗をもつ。眼の後半部にはよく発達した脂瞼がある。両顎には多数の歯のような小突起が一列ある。32から38の鰓篩と、24の椎骨をもつ。本種はマブタシマアジ属のなかで最大の種であり、最大で全長56cmという個体の記録があるが、ふつうみられるのは30cm以下の個体である。
本種の体色は、背部は灰青色であり腹部に至につれて銀色になっていく。鰓蓋の縁には暗い班が散在している。鰭は暗い色をしているが、背鰭の棘からなる部分は青白色を帯びることがある。鰭における黒い色素の量は性的二型を示す。すなわち、オスの第二背鰭と臀鰭の軟条からなる部分のうち突出した部分、第一背鰭、そして尾びれはメスのそれらよりも暗い色をしている。

## 分布
マブタシマアジはインド太平洋の熱帯、亜熱帯域に広く分布する。本種は紅海、スリランカ、インド、東南アジア、中国、インドネシア、フィリピン、ニューギニア、台湾、北オーストラリア等で記録されている。日本においては沖縄以南でみられる。マブタシマアジは沿岸部の浅い海の表層部でよくみられる。

## 生態

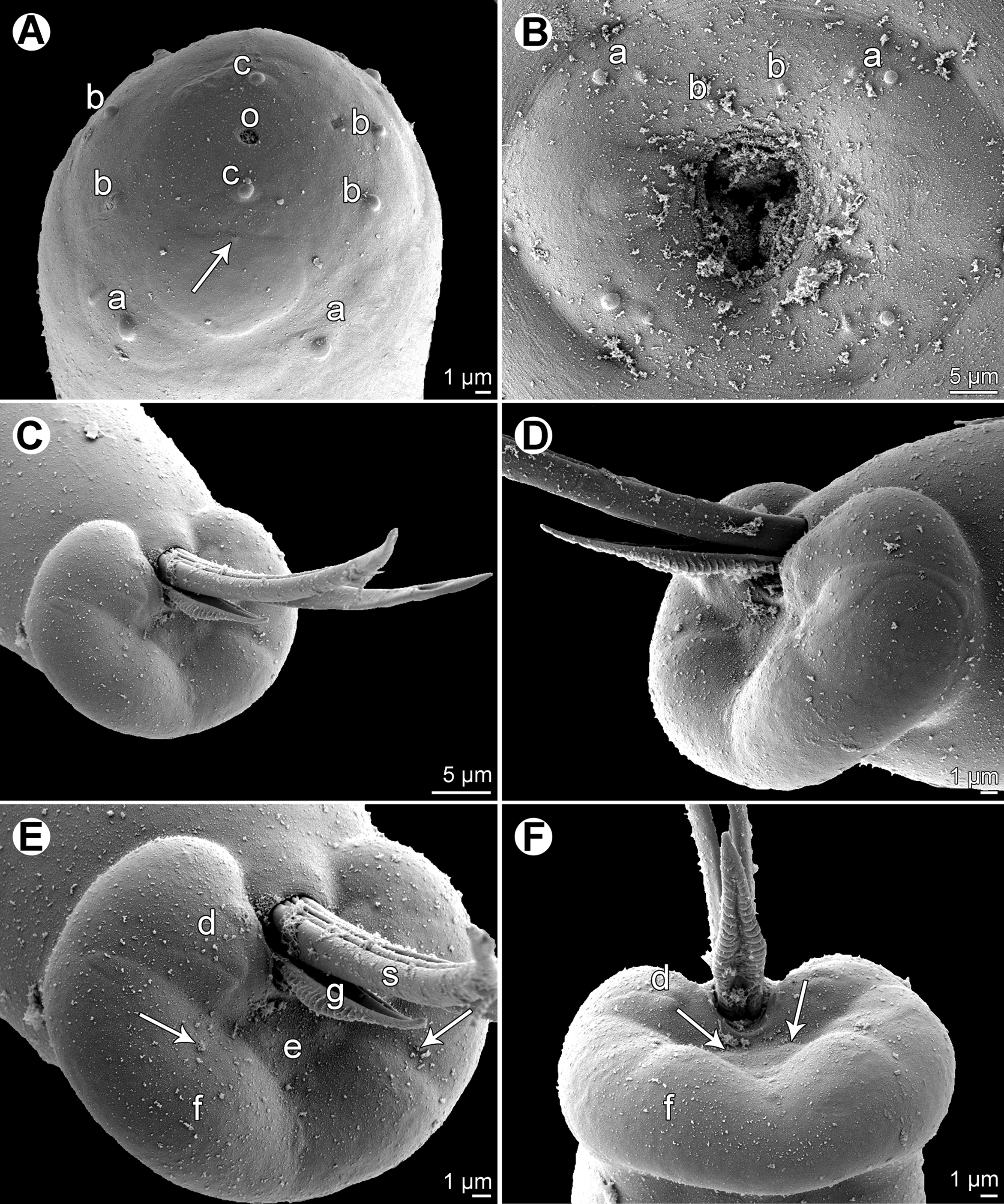
Philometra austropacifica
（マブタシマアジの卵巣で見つかる寄生虫）(SEM)

マブタシマアジは肉食魚で、多くの種類の甲殻類や小魚を捕食することが知られている。紅海において、他の多くの外洋性魚類と同様に消化管内に多くの発光バクテリアが見いだされた。このバクテリアは腸内細菌の一員としてマブタシマアジと共生関係にあると考えられる。
本種の寄生虫には、線形動物のPhilometra austropacificaが含まれる。この種はマブタシマアジのメスの卵巣に寄生する。

## 人間との関係
マブタシマアジは漁獲対象としての重要性はほとんどないが、時として混獲され、食用となり美味である。